# HMS A9
HMS A9 – brytyjski okręt podwodny typu A. Zbudowany w latach 1903–1905 w Vickers w Barrow-in-Furness. Okręt został wodowany 8 marca 1905 roku i rozpoczął służbę w Royal Navy 8 maja 1905 roku.
W 1914 roku A9 stacjonował w Devonport przydzielony do Pierwszej Flotylli Okrętów Podwodnych (1st Submarine Flotilla) pod dowództwem  Lt. George’a S. Walsha. 
W 1920 roku został sprzedany i zezłomowany.